# Жеписько (Лодзинське воєводство)
Жеписько (пол. Rzepisko) — село в Польщі, у гміні Лубніце Верушовського повіту Лодзинського воєводства.